# Orfeo sulla tomba di Euridice
Orfeo sulla tomba di Euridice (Orphée sur la tombe d'Eurydice) è un dipinto a olio su tela realizzato dal pittore simbolista Gustave Moreau nel 1891 e conservato al Museo Gustave Moreau di Parigi.

## Storia
Moreau dipinse la tela in seguito alla morte nel marzo 1890 di Adelaide-Alexandrine Dureux, sua compagna per oltre trent'anni. Henri Rupp, amico del pittore, scrisse che dopo la morte della donna Moreau "più che mai si rinchiuse nella propria opera, divenuta la sua consolazione": "l'amarezza che traboccava dal suo cuore trovava sfogo nelle tele del suo studio e sulla carta velina dei suoi taccuini [...]. Mentre annotava i suoi pensieri toccanti, Gustave Moreau dipingeva un Orfeo di espressività sublime, un Orfeo vinto la destino". Le parole di Rupp trovano conferma in un disegno preparatorio della tela, in cui Moreau scrisse il titolo "Orphée, à la mémoire de la Chère regrettée A.D.".

## Descrizione
In un commento scritto il 10 ottobre 1897, Moreau descrisse così la propria opera: